# 日本のアダルトアニメ一覧 (わ行)
- アニメ > アダルトアニメ > 日本のアダルトアニメ一覧 > 日本のアダルトアニメ一覧 (わ行)
- アニメ > アニメ作品一覧 > 日本のアダルトアニメ一覧 > 日本のアダルトアニメ一覧 (わ行)

日本のアダルトアニメ一覧 (わ行)では、日本におけるアニメ商業作品においてアダルトアニメとされている作品の五十音順“わ行”の一覧を記載。
- 記載の凡例については日本のアダルトアニメ一覧#凡例を参照

| あ行 | あ・い・う・え・お | は行 | は・ひ・ふ・へ・ほ |
| か行 | か・き・く・け・こ | ま行 | ま・み・む・め・も |
| さ行 | さ・し・す・せ・そ | や行 | や・ゆ・よ         |
| た行 | た・ち・つ・て・と | ら行 | ら・り・る・れ・ろ |
| な行 | な・に・ぬ・ね・の | わ行 | わ・ゐ・ゑ・を・ん |

| 1960年代 - 1990年代 | 1960年代 | 1960・1961・1962・1963・1964・1965・1966・1967・1968・1969 |
| 1960年代 - 1990年代 | 1970年代 | 1970・1971・1972・1973・1974・1975・1976・1977・1978・1979 |
| 1960年代 - 1990年代 | 1980年代 | 1980・1981・1982・1983・1984・1985・1986・1987・1988・1989 |
| 1960年代 - 1990年代 | 1990年代 | 1990・1991・1992・1993・1994・1995・1996・1997・1998・1999 |
| 2000年代            | 2000年代 | 2000・2001・2002・2003・2004・2005・2006・2007・2008・2009 |
| 2010年代            | 2010年代 | 2010・2011・2012・2013・2014・2015・2016・2017・2018・2019 |
| 2020年代            | 2020年代 | 2020・2021・2022・2023・2024・2025・2026・2027・2028・2029 |

| 目次 | • 脚注• 注釈• 出典• 参考文献 |

## わ
| 作品名 | 年月日         | 製作               | 発売元             | 販売元                   |
| --- | -------------- | ------------------ | ------------------ | ------------------------ |
| Words Worth（ワーズ・ワース） VOL.1「光と影の伝説」                                                       | 1999年8月25日  | グリーンバニー     | グリーンバニー     | ビームエンタテインメント |
| Words Worth（ワーズ・ワース） VOL.2「神々の戯れ」                                                         | 1999年11月25日 | グリーンバニー     | グリーンバニー     | ビームエンタテインメント |
| Words Worth（ワーズ・ワース） VOL.3「伝説の剣士」                                                         | 2000年5月25日  | グリーンバニー     | グリーンバニー     | ビームエンタテインメント |
| Words Worth（ワーズ・ワース） VOL.4「光、影そして闇」                                                     | 2000年8月25日  | グリーンバニー     | グリーンバニー     | ビームエンタテインメント |
| Words Worth（ワーズ・ワース） VOL.5「煌めきの果て」                                                       | 2000年11月25日 | グリーンバニー     | グリーンバニー     | ビームエンタテインメント |
| Words Worth（ワーズ・ワース）外伝 前編「奔流の中で…」                                                     | 2002年7月25日  | グリーンバニー     | グリーンバニー     | ビームエンタテインメント |
| Words Worth（ワーズ・ワース）外伝 後編「怒涛の中へ…」                                                     | 2002年9月25日  | グリーンバニー     | グリーンバニー     | ビームエンタテインメント |
| 猥褻ミサイル THE ANIMATION 「うっ、また出ちゃった」                                                       | 2013年8月30日  | ピンクパイナップル | ピンクパイナップル | ピンクパイナップル       |
| 我が家のリリアナさん THE ANIMATION                                                                        | 2019年1月31日  | ピンクパイナップル | ピンクパイナップル | ピンクパイナップル       |
| 私が虜になって犯る 1                                                                                      | 2015年9月18日  | Queen Bee          | メディアバンク     | メディアバンク           |
| 私が虜になって犯る 2                                                                                      | 2015年11月13日 | Queen Bee          | メディアバンク     | メディアバンク           |
| 私の知らない妻の貌 1st.「晒された初体験」                                                                 | 2010年1月29日  | メリー・ジェーン   | メリー・ジェーン   | メリー・ジェーン         |
| 私は、快楽依存症 1                                                                                        | 2016年2月26日  | Queen Bee          | メディアバンク     | メディアバンク           |
| 私は、快楽依存症 2                                                                                        | 2016年5月20日  | Queen Bee          | メディアバンク     | メディアバンク           |
| Wanna. SpartanSex Spermax!!! 女→男!?白濁液無限中出し地獄!!桐生渚沙、転入編                                | 2013年2月22日  | 鈴木みら乃         | 鈴木みら乃         | エイ・ワン・シー         |
| Wanna. SpartanSex Spermax!!! 中出し、媚薬、男の娘（こ）、ゲシュタルト崩壊編                               | 2013年9月27日  | 鈴木みら乃         | 鈴木みら乃         | エイ・ワン・シー         |
| 輪罠 〜白濁まみれの放課後〜 上巻 処女喪失                                                                 | 2011年2月25日  | 鈴木みら乃         | 鈴木みら乃         | エイ・ワン・シー         |
| 輪罠 〜白濁まみれの放課後〜 下巻 狂宴の果てに                                                             | 2011年3月25日  | 鈴木みら乃         | 鈴木みら乃         | エイ・ワン・シー         |
| 淫笑う看護婦 THE ANIMATION counseling.1「S系眼鏡お姉様はお好き?」                                         | 2007年10月26日 | ピンクパイナップル | ピンクパイナップル | ピンクパイナップル       |
| 淫笑う看護婦 THE ANIMATION counseling.2「バカ双子（きょうだい）」                                         | 2008年1月25日  | ピンクパイナップル | ピンクパイナップル | ピンクパイナップル       |
| ワルキューレ調教 ザーメンタンクの戦乙女10人姉妹 〜精子を欲する女神の子宮〜 上巻「ワルキューレのいたずら」 | 2009年12月25日 | PoRO               | PoRO               | エイ・ワン・シー         |
| ワルキューレ調教 ザーメンタンクの戦乙女10人姉妹 〜精子を欲する女神の子宮〜 下巻「ワルキューレの悦び」     | 2010年3月26日  | PoRO               | PoRO               | エイ・ワン・シー         |
| ONE 〜輝く季節へ〜 True Stories EPISODE 1                                                                 | 2003年11月21日 | チェリーリップス   | チェリーリップス   | チェリーリップス         |
| ONE 〜輝く季節へ〜 True Stories EPISODE 2                                                                 | 2004年2月27日  | チェリーリップス   | チェリーリップス   | チェリーリップス         |
| ONE 〜輝く季節へ〜 True Stories EPISODE 3                                                                 | 2004年5月28日  | チェリーリップス   | チェリーリップス   | チェリーリップス         |
| ワンダーマガジン ロリータアニメI 雪の紅化粧 / 少女薔薇刑                                                  | 1984年2月21日  | ワンダーキッズ     | ワンダーキッズ     |                          |
| ワンダーマガジン ロリータアニメII 何日子の死んでもいい / いけにえの祭壇                                   | 1984年5月1日   | ワンダーキッズ     | ワンダーキッズ     |                          |
| ワンダーマガジン ロリータアニメIII 仔猫ちゃんのいる店                                                     | 1984年7月21日  | ワンダーキッズ     | ワンダーキッズ     |                          |
| ワンダーマガジン ロリータアニメIV 変奏曲                                                                  | 1984年12月20日 | ワンダーキッズ     | ワンダーキッズ     |                          |
| ワンダーマガジン ロリータアニメV サーフドリーミング                                                       | 1985年2月21日  | ワンダーキッズ     | ワンダーキッズ     |                          |
| ワンダーマガジン ロリータアニメVI シーサイドエンジェル・MIU                                               | 1985年5月25日  | ワンダーキッズ     | ワンダーキッズ     |                          |

## ゑ
| 作品名                                          | 年月日         | 製作                     | 発売元                   | 販売元                 |
| ----------------------------------------------- | -------------- | ------------------------ | ------------------------ | ---------------------- |
| 艶美（ゑんび）                                  | 2014年5月2日   | ミルキーズピクチャーズ   | ミルキーズピクチャーズ   | ミルキーズピクチャーズ |
| 艶美（ゑんび） その弐                           | 2014年9月5日   | AniMan                   | AniMan                   | ミルキーズピクチャーズ |
| 艶母（ゑんぼ） taboo-1 〜満たされぬ人妻〜       | 2003年11月25日 | ミュージアムピクチャーズ | ミュージアムピクチャーズ | GPミュージアムソフト   |
| 艶母（ゑんぼ） taboo-2 〜ハメられた人妻〜       | 2004年4月25日  | 「艶母」アニメ製作委員会 |                          | GPミュージアムソフト   |
| 艶母（ゑんぼ） taboo-3 〜よがり泣き〜           | 2004年12月25日 | 「艶母」アニメ製作委員会 | 「艶母」アニメ製作委員会 | GPミュージアムソフト   |
| 艶母（ゑんぼ） taboo-4 〜熟れ肉くらべ〜         | 2005年4月25日  | 「艶母」アニメ製作委員会 | 「艶母」アニメ製作委員会 | GPミュージアムソフト   |
| 艶母（ゑんぼ） taboo-5 〜ふしだらな義母〜       | 2005年6月25日  | 「艶母」アニメ製作委員会 | 「艶母」アニメ製作委員会 | GPミュージアムソフト   |
| 艶母（ゑんぼ） taboo-6 〜禁忌の喘ぎ、背徳の泪〜 | 2005年11月25日 | 「艶母」アニメ製作委員会 | 「艶母」アニメ製作委員会 | GPミュージアムソフト   |
| 艶欲（ゑんよく） 〜微熱〜                       | 2007年4月25日  | BOOTLEG                  | BOOTLEG                  | GPミュージアムソフト   |
| ←ら行                                           | ↑目次          | あ行→                    | あ行→                    | あ行→                  |